# Hygrohypnum tsurugizamicum
Hygrohypnum tsurugizamicum är en bladmossart som beskrevs av Jules Cardot 1913. Hygrohypnum tsurugizamicum ingår i släktet bäckmossor, och familjen Amblystegiaceae. Inga underarter finns listade i Catalogue of Life.